# بوتية (جنس بقولية)
البُوتِيَّة هو جنس من النباتات المزهرة التي تنتمي إلى الفصيلة البقولية.